# Onitis perpunctatus
Onitis perpunctatus es una especie de escarabajo del género Onitis, familia Scarabaeidae. Fue descrita científicamente por Balthasar en 1963.
Se distribuye por la región Afrotropical. Habita en la República de Sudáfrica (KwaZulu).